# Delostichus octomyos
Delostichus octomyos är en loppart som beskrevs av Jordan 1942. Delostichus octomyos ingår i släktet Delostichus och familjen Rhopalopsyllidae. Inga underarter finns listade i Catalogue of Life.